# 2e Division d'infanterie canadienne (1939-1945)
Pour la formation actuelle, voir 2e Division du Canada.
Pour les articles homonymes, voir 2e division.
La 2e Division d’infanterie canadienne était une division de la 1re Armée canadienne mobilisée le 1er septembre 1939 lors de la Seconde Guerre mondiale. Elle a été initialement composée de bénévoles provenant des brigades régionales. Un arrêt dans le recrutement pendant les premiers mois de la guerre a causé un retard dans la formation des brigades et du quartier général divisionnaire. Après avoir résolu les questions concernant le déploiement outre-mer, les commandements respectifs de la division ont été formés en mai et juin 1940 à la demande du Premier ministre britannique Winston Churchill. Elle a été déployée au Royaume-Uni entre le 1er août et le 25 décembre 1940.
Ayant obtenu de bons résultats en matière de formation au cours des exercices de 1941 et du début 1942, les éléments de la 2e Division ont été choisis pour constituer la force principale de l'opération Jubilee, un débarquement de grande envergure sur le port de Dieppe en France, occupée alors par l'Allemagne nazie. Le 19 août 1942, à l'aide d'un appui aérien et naval, la 4e (en) et la 6e Brigade ont pris d'assaut les plages de Dieppe. Les Allemands étaient bien préparés et malgré les renforts, les Canadiens subissent de lourdes pertes et doivent être évacués. Moins de la moitié ont pu retourner au Royaume-Uni.
Après une période de reconstruction et d'entraînement de 1942 à 1944, la division a rejoint le 2e Corps canadien qui a été intégré à la Seconde armée britannique pour le débarquement allié en Normandie. Du 20 juillet jusqu'au 21 août, la 2e Division a pris part à d'importantes actions dans le cadre de la bataille de Caen et de la Poche de Falaise. Elle a ensuite rejoint la Première armée canadienne nouvellement créée pour l'assaut du nord-ouest de l'Europe. La 2e Division d'infanterie canadienne a joué un rôle important dans la reprise de ports de la Manche. Elle prit part à la Bataille de l'Escaut et la libération de la Belgique et des Pays-Bas. La division a été démantelée peu après la fin de la guerre.

## Formation et organisation (1939)
Au début de la Seconde Guerre mondiale, la force régulière de l’Armée de terre canadienne se composait des 1re et 2e Divisions d’infanterie canadienne, toutes deux mobilisées le 1er septembre 1939. Chacune de ces divisions était constituée de trois brigades d’infanterie, elles-mêmes composées de trois bataillons de fusiliers, un bataillon de mitrailleuses, des batteries d’artillerie divisionnaires et des unités du génie à l'appui.
La 2e Division, comme ses formations sœurs, a été organisée à l’origine sur des lignes régionales. La 4e Brigade était composée de régiments de l’Ontario, la 5e Brigade de régiments du Québec et la 6e Brigade de régiments de l’ouest du Canada.
| 2e Division d’infanterie canadienne, 1939                          | 2e Division d’infanterie canadienne, 1939 |
| Unité                                                              | Région                                    |
| 4e Brigade d’infanterie canadienne                                 | 4e Brigade d’infanterie canadienne        |
| ------------------------------------------------------------------ | ----------------------------------------- |
| Royal Regiment of Canada                                           | Toronto, Ontario                          |
| Régiment royal d’infanterie légère d’Hamilton (Wentworth Regiment) | Hamilton, Ontario                         |
| The Essex Scottish Regiment                                        | Windsor, Ontario                          |
| The Cameron Highlanders of Ottawa (mitrailleuses)                  | Ottawa, Ontario                           |
| 5e Brigade d’infanterie canadienne                                 |                                           |
| Black Watch of Canada                                              | Montréal, Québec                          |
| Fusiliers Mont-Royal                                               | Montréal, Québec                          |
| Régiment de Maisonneuve                                            | Montréal, Québec                          |
| Régiment de la Chaudière (mitrailleuses)                           | Lévis, Québec                             |
| 6e Brigade d’infanterie canadienne                                 |                                           |
| Queen's Own Cameron Highlanders of Canada                          | Winnipeg, Manitoba                        |
| South Saskatchewan Regiment (en)                                   | Estevan, Saskatchewan                     |
| Calgary Highlanders                                                | Calgary, Alberta                          |
| Winnipeg Grenadiers (en) (mitrailleuses)                           | Winnipeg, Manitoba                        |

## Réorganisation (1940)

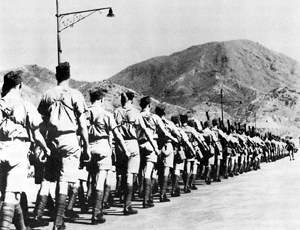
Troupes canadiennes à Hong-Kong

Il a fallu plus d'un an pour que la 2e Division soit réunie et fonctionne de manière cohérente. De nombreux changements organisationnels ont été effectués pendant la période intérimaire entre la formation de l'unité et son arrivée au Royaume-Uni. Le rassemblement complet de la première brigade eut lieu entre mai et juin 1940. Avant ce moment, les unités avaient reçu leur formation dans leur propre garnison. La 4e Brigade a été rassemblée au camp de Borden en Ontario, le 5e au camp de Valcartier à Québec et la 6e au camp de Shilo au Manitoba. L'artillerie divisionnaire se rassembla au camp de Petawawa en Ontario et à Shilo.
La structure de la 2e Division a été modifiée au début de 1940, en réduisant le nombre de ses bataillons de mitrailleuses de trois à un. Les Cameron Highlanders et le Régiment de la Chaudière (aujourd'hui un bataillon de fusiliers) ont été réaffectés à la 3e Division d’infanterie au début de sa mobilisation. Les Winnipeg Grenadiers ont été envoyés en garnison en Jamaïque. Après cette mission, ils sont retournés au Canada puis transféré à Hong Kong, où ils ont été capturés lors de l'attaque de Hong Kong par le Japon et la ville tomba aux mains des japonais le 25 décembre 1941.
En mai 1940, les Black Watch ont été déplacés de Valcartier à Terre-Neuve. Lorsque la 2e Division a été choisi par le Commonwealth des Nations pour une mission de garnison en Islande, ils ont été déplacés à la fin du mois avec le Royal Regiment et les Fusiliers Mont Royal. Cependant, à la demande de Winston Churchill, ce déploiement a été rapidement annulé, car la division était absolument nécessaire en Angleterre pour compléter l'Armée de terre britannique faisant face à la possibilité imminente de l'invasion allemande.
En conséquence, la plupart des unités de la 2e Division ont été envoyées au Royaume-Uni en août 1940, bien que la garnison de l'Islande soit restée sur place jusqu'au 31 octobre. En l'absence des Fusiliers Mont-Royal, le major-général Victor Odlum a réaffecté le Calgary Highlanders à la 5e brigade en septembre, dans une tentative de mélanger ethniquement les brigades de la division.

## Entrainement au Royaume-Uni (1941)

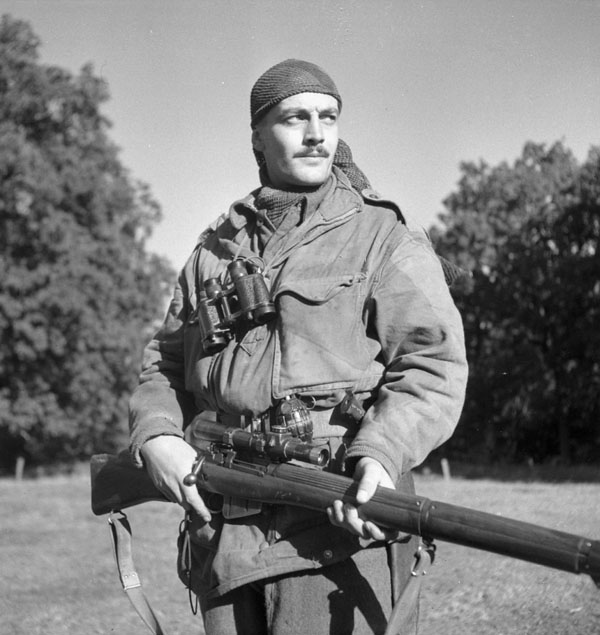
Sgt. Harold Marshall du peloton de sniper du Calgary Highlander

En 1941, le Toronto Scottish Regiment a été transféré de la 1re Division d'infanterie pour devenir le bataillon de mitrailleuses de la 2e Division. Environ au même moment, le 8e Régiment de reconnaissance (14th Canadian Hussars) a été créée à partir du personnel de la 2e Division et complétée par des renforts en provenance du Canada. En raison du manque d'équipement, il est souvent difficile de fournir le matériel adéquat aux divisions nouvellement arrivées en Angleterre. Les unités d'artillerie ont dû faire usage de l'ancien canon de 75 mm équipés de pneus d'acier. À cause du manque de canons anti-aériens, utilisés par la défense civile pendant la progression de la Bataille d'Angleterre, les unités canadiennes doivent se débrouiller avec des armes légères. Toutefois, en février 1941, il y avait assez de fusil mitrailleur Bren pour en livrer aux unités d'infanterie. En septembre, l'artillerie a été équipée avec des obusiers Ordnance de 25 livres (84 mm, 3.3"), mais le matériel de signalisation et de transport faisait toujours défaut et les canons anti-chars étaient dangereusement rares.
Avant que la division ne soit engagée dans les activités de défense côtière ou d'unité, la formation a pris la forme d'exercices de plus en plus grande envergure. L'exercice Waterloo, menée du 14 au 16 juin 1941, a été la plus importante du Royaume-Uni à ce jour, était une contre-attaque du 1er Corps canadien lors d'un débarquement maritime et aérien fictif de l'armée allemande. L'exercice Bumper, tenue du 29 septembre au 3 octobre, a été plus importante encore, impliquant 250 000 hommes. Ces exercices se sont concentrés sur le contrôle de la circulation, les communications et les préoccupations logistiques, et ont peu de valeur pratique pour l'infanterie.
Le 30 décembre 1941, le Calgary Highlanders a introduit la drill de combat (en) à la division. Ce nouveau type de formation est basé sur les tactiques de petites unités ainsi que le « durcissement » de la formation par l'usage de balles réelles, des visites d'abattoir et les courses d'obstacles, et a été adopté par toutes les forces du Commonwealth stationnées en Grande-Bretagne.

## Operation Jubilee (1942)

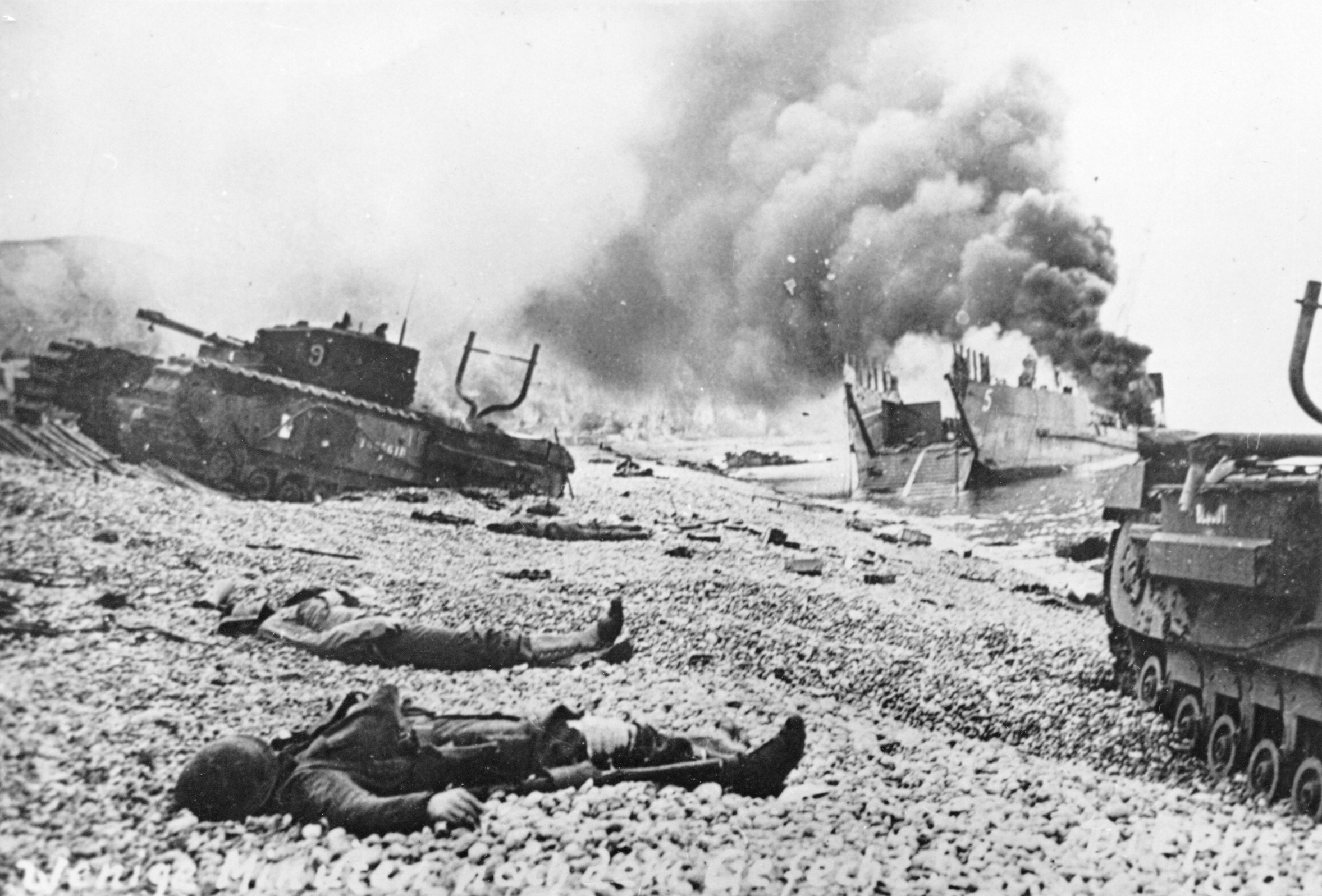
Soldats de la 2e Division d'infanterie et du United States Army Rangers tués lors du débarquement de Dieppe

Au début de 1942, sous le commandement du major-général John Hamilton Roberts, la 2e Division d'infanterie canadienne a participé à plusieurs autres exercices de combat à grande échelle pour évaluer la capacité des divisions du Commonwealth à repousser une éventuelle invasion allemande. Pendant les mois d'avril et de mai, les exercices se sont intensifiés, exigeant un effort plus considérable de la part des participants. En conséquence, la 2e Division a été considérée comme l'une des quatre meilleures divisions au Royaume-Uni, et a été sélectionnée comme force principale pour l'attaque imminente des Alliés sur le port de Dieppe occupé par les Allemands (nom de code Opération Jubilé. Planifié comme un test pour savoir si un tel débarquement était possible, le raid de Dieppe devait être entrepris par les 4e et 6e brigades, avec un support naval et aérien, et l'appui additionnel d'unités d'infanterie.
Le 19 août 1942, pendant que les unités de commandos britanniques ont attaqué les bunkers à la périphérie de Dieppe, les forces de la 2e Division débarquent sur quatre plages. La plus orientale, Blue Beach, qui était située au pied d'une falaise abrupte, a présenté une plus grande difficulté, le Royal Regiment of Canada et une compagnie du Black Watch ont été tenues en échec par deux pelotons de défense allemande. Seulement six pour cent des hommes qui ont débarqué sur Blue Beach ont pu retourner en Grande-Bretagne.
Les plages de débarquement principales, nom de code White et Red, étaient directement en face de Dieppe. Seuls des gains mineurs ont pu être effectués, la majorité des brigades de 4e et 6e sont demeurées coincées sur la plage, et malgré l'arrivée d'un escadron de blindés de la Calgary Tank Regiment, les pertes étaient lourdes. Les renforts des Fusiliers Mont-Royal avaient peu d'effet, et les forces survivantes ont été retirés à 11:00. Sur près de 5 000 soldats canadiens qui ont participé, plus de la moitié ont été tués, blessés ou capturés.
À Green Beach, à l'ouest, le South Saskatchewan Regiment a débarqué sur le mauvais côté de la rivière Scie, nécessitant un assaut sur le pont, ainsi que sur les positions allemandes dans et autour de la ville de Pourville. Le Queen's Own Cameron Highlanders ont été déployés en renfort, mais l'unité n'a pas été en mesure d'atteindre ses objectifs. Comme pour les trois autres plages, les victimes parmi les Canadiens ont été élevés.

## Reconstruction (1942–1944)
Tout au long de 1943, la 2e Division axe ses efforts sur la reconstruction de ses rangs, ayant perdu près de la moitié de sa force à Dieppe. En janvier 1944, le major-général Charles Foulkes, le premier officier n'ayant pas servi lors de la Première Guerre mondiale à prendre le commandement, remplace Burns. Le mois suivant, les trois commandants de brigade ont été remplacés dans le cadre d'un mouvement général visant à moderniser les échelons supérieurs des forces canadiennes. D'autres changements radicaux effectués à tous les niveaux de commandement, associées aux effets de l'afflux important de nouveau personnel en 1943, abaisse le moral des troupes dans la division. Toutefois, en mars 1944, la formation s'intensifie, annonçant la venue de l'invasion de l'Europe. Le 9 mars, la 2e Division a été inspecté par le roi George VI et au mois de mai, 18 000 soldats sont entièrement équipés et formés. Lors du jour J, le 6 juin 1944, l'assaut canadien principal a été dirigé par la 3e Division d’infanterie canadienne, tandis que la 2e Division s’est tenue en réserve.
| 2d Canadian Infantry Division, 1944 |
| 4th Canadian Infantry Brigade |
| --- |
| The Royal Regiment of Canada |
| The Royal Hamilton Light Infantry (Wentworth Regiment) |
| The Essex Scottish Regiment |
| 4th Infantry Brigade Ground Defence Platoon (Lorne Scots) |
| 5th Canadian Infantry Brigade |
| The Black Watch (Royal Highland Regiment) of Canada |
| Le Régiment de Maisonneuve |
| The Calgary Highlanders |
| 5th Infantry Brigade Ground Defence Platoon (Lorne Scots) |
| 6th Canadian Infantry Brigade |
| The Queen's Own Cameron Highlanders of Canada |
| The South Saskatchewan Regiment |
| Les Fusiliers Mont-Royal |
| 6th Infantry Brigade Ground Defence Platoon (Lorne Scots) |
| Support units |
| The Toronto Scottish Regiment (machine gun) |
| 8th Reconnaissance Regiment (14th Canadian Hussars) (en) (8 Recce) |
| Royal Canadian Artillery |
| Headquarters |
| 4th Field Regiment, 2d (Ottawa) Field Battery, 14th (Midland) Field Battery, 26th (Lambton) Field Battery, 5th Field Regiment, 5th (Westmount) Field Battery, 28th (Newcastle) Field Battery, 73rd Field Battery, 6th Field Regiment, 13th (Winnipeg) Field Battery, 21st Field Battery, 91st Field Battery |
| 2d Anti-Tank Regiment, 18th Anti-Tank Battery, 20th Anti-Tank Battery, 23rd Anti-Tank Battery, 108th Anti-Tank Battery, 3rd Light Anti-Aircraft Regiment, 16th Light Anti-Aircraft Battery, 17th Light Anti-Aircraft Battery, 38th Light Anti-Aircraft Battery                                              |
| Corps of Royal Canadian Engineers |
| Headquarters |
| 1st Field Park Company, 2d Field Company, 7th Field Company, 11th Field Company, one bridging platoon |
| Royal Canadian Corps of Signals |
| 2d Canadian Divisional Signals] |
| Royal Canadian Army Service Corps |
| Headquarters |
| 4th Infantry Brigade Company, 5th Infantry Brigade Company, 6th Infantry Brigade Company, Second Infantry Divisional Troops Company |
| Royal Canadian Army Medical Corps |
| No. 10 Field Ambulance, No. 11 Field Ambulance, No. 18 Field Ambulance, 13th Canadian Field Hygiene Section, 4th Canadian Field Dressing Station, 21st Canadian Field Dressing Station |
| Royal Canadian Ordnance Corps |
| No. 2 Infantry Division Ordnance Field Park |
| Royal Canadian Electrical and Mechanical Engineers |
| Headquarters |
| 4th Infantry Brigade Workshop, 5th Infantry Brigade Workshop, 6th Infantry Brigade Workshop, one LAA workshop |
| Eleven light aid detachments. |

## Bataille de Normandie

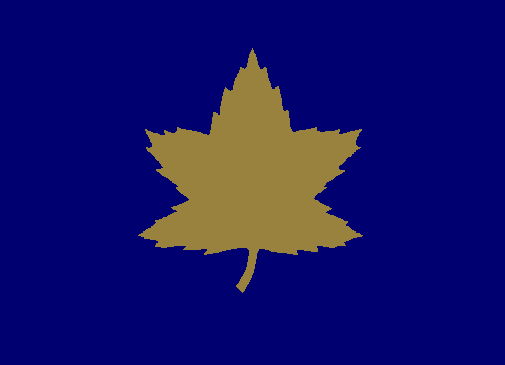
Sigle de la formation utilisée pour identifier les véhicules de le 2e Division d’infanterie canadienne

Ayant réussi le débarquement en Normandie, les forces alliées sont rapidement impliquées dans des batailles contre les blindés allemands et ont été incapables de développer suffisamment leur tête de pont. Au moment de l'arrivée en Normandie de la 2e Division à la fin de la première semaine de juillet, le front entier était figé. Pendant que la division assemble ses brigades de combat, les forces anglo-canadiennes ont lancé l’opération Charnwood. Ce fut un succès tactique, mais ne permet pas de nettoyer toute la ville de ses défenseurs allemands. Bien que ce soit un des objectifs du Jour J, il faudra finalement six semaines et quatre offensives pour nettoyer la ville qui sera finalement libérée le 19 juillet par les forces britanniques pendant l'opération Goodwood.

### Bataille de la crête de Verrières
Dans la foulée, le field marshal Bernard Montgomery a ordonné aux éléments du 2e Corps canadien d'avancer vers la crête de Verrières, une position géographique dominante entre Caen et Falaise. En maintenant la pression, Montgomery espérait détourner l'attention allemande pour permettre une avance plus facile et rapide du secteur américain à l'ouest.

#### Opération Atlantic
L'opération Atlantic lancée le 18 juillet en parallèle à Goodwood avait pour objectifs de sécuriser la rive ouest de la rivière Orne et de la crête de Verrières. Les 5e et 6e Brigades de la 2e Division ont été sélectionnés pour effectuer l'assaut. La 5e Brigade devait avancer sur l'Orne et la 6e sur la crête de Verrières. Le matin du 19 juillet, le Calgary Highlanders ont réussi à prendre le point 67, positionné directement au nord de la crête de Verrières. Le lendemain matin, le Royal Highland Regiment of Canada ont traversé la rivière Orne et protègent les flancs de l'avance. Dans l'après-midi, la 6e Brigade du South Saskatchewan Regiment (en) ont attaqué les positions allemandes bien établis sur la crête, avec le soutien de chasseurs-bombardiers Typhoon et des chars. Toutefois, l'attaque se déroule sous une pluie torrentielles et les Allemands contre-attaquent en force. Les contre-attaques allemandes ont infligé de lourdes pertes au South Saskatchewan Regiment et ses bataillons d'appui, le Essex Scottish Regiment et le Queen's Own Cameron Highlanders. Le 21 juillet, la 5e Brigade d'infanterie canadienne ont renforcé les positions canadiennes sur le point 67. Pendant deux jours de combats, la division a rapporté 1 349 blessés.

#### Opération Spring

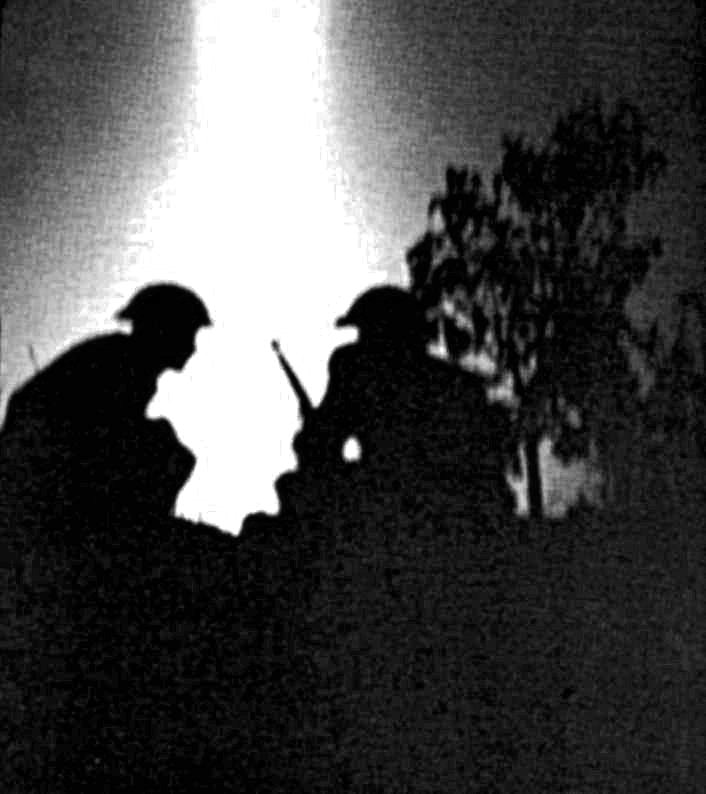
Le clair de lune de Spring

Le 22 juillet 1944, Montgomery a choisi d'utiliser les forces anglo-canadiennes au sud de Caen dans une offensive tous azimuts visant à rompre le cordon défensif allemand qui maintient et refoule ses forces en Normandie. Pour atteindre les objectifs de Montgomery, le général canadien Guy Simonds, commandant du 2e Corps canadien, reçoit l'ordre de concevoir un assaut d'envergure afin d'enfoncer les défenses allemandes, nom de code opération Spring. L'attaque a été planifiée en trois phases d'avance rapides successives. Deux divisions canadiennes et britanniques feront face à trois divisions allemandes de Panzer SS.
L'opération a été lancée conjointement avec une offensive américaine, l'opération Cobra, devant doit avoir lieu le 25 juillet 1944. La 4e Brigade a attaqué à l'est avec un certain succès, en prenant le village de Verrières, mais a été repoussée à Tilly-la-Campagne par les contre-attaques allemandes. La 5e Brigade, positionnée au centre, a essayé de prendre Fontenay-le-Marmion. Des 325 membres du Black Watch qui prennent part à l'assaut, seulement 15 répondront à l'appel du soir. Les contre-attaques allemandes du 26 et 27 juillet ont repoussé les forces canadiennes qui reculent jusqu'au point 67.
Toutefois, la situation a fini par se relâcher à la suite du commencement de l'offensive américaine prévue. Tout au long de la première semaine du mois d'août, d'importantes ressources allemandes ont été transférées du front anglo-canadien à celui de la Troisième Armée des États-Unis, alors que les renforts se sont déplacés de Pas de Calais vers Falaise. Le 7 août 1944, seule une formation majeure, la 12e Panzerdivision SS fait face aux forces canadiennes sur la crête de Verrières.

### Opération Totalize
Au 1er août 1944, les britanniques ont fait des gains importants sur les rivières Vire et Orne au cours de l'opération Bluecoat, tandis que les américains ont pu réaliser une percée majeure dans l'ouest. Le 4 août, Simonds et le général Harry Crerar, nouvellement nommé commandant de la 1re Armée canadienne, ont reçu l'ordre de préparer une avance sur Falaise. Trois jours plus tard, avec l'appui de bombardiers lourds, l'opération Totalize débute, marquant la première utilisation de transports de troupes blindés Kangaroo, tandis que la 3e Division d'infanterie canadienne a attaqué à l'est de la route Caen-Falaise et que la 2e Division a attaqué à l'ouest. À midi, la résistance de la crête de Verrières avait enfin diminué. Les canadiens et les blindés polonais se préparent à exploiter le sud en direction de Falaise. Toutefois, une forte résistance du 12e Panzerdivision SS et de la 272e Panzergrenadier Division stoppe l’avance. Bien que 12 kilomètres (7,5 mi) de terrain avait été conquis, les Forces canadiennes n'avaient pas réussi à atteindre Falaise.
Simultanément, les allemands ont lancé l’opération Lüttich, une poussée de blindés désespérée et mal préparée sur Mortain à compter du 6 août 1944. L'opération a été stoppée dans la journée et malgré la menace de plus en plus dangereuse des anglo-canadiens avançant vers Falaise, Adolf Hitler interdit au Generalfeldmarschall allemand Günther von Kluge de redéployer ses forces. Ainsi, les formations blindées américaines ont pu s'avancer vers Argentan dans le sud, et a donné l'opportunité aux Alliés d'encercler une grande partie de la VIIe armée allemande. Le 14 août, la 1re Armée canadienne a reçu l'ordre de progresser au sud, tandis que les Américains sont prêts à se déplacer vers Chambois. Simonds et Crerar ont rapidement planifié une future offensive en direction de falaise qui permettrait de piéger la VIIe Armée en Normandie.

### Opération Tractable
Le 14 août, la Première Armée canadienne a lancé l'opération Tractable dans le but de capturer Falaise et d'effectuer la jonction avec les forces américaines à Chambois. Au lieu d'attaquer la nuit, l'artillerie fournira un écran de fumée de couverture et les bombardiers moyens permettront d'amollir les défenses allemandes. Bien que la 2e Division n'a pas été un participant actif, l'offensive effectuée par les troupes divisionnaires restantes de la Première Armée canadienne, qui se sont déplacées au sud-est vers Trun et Chambois et sont entrées dans Falaise le 16 août, a été largement couronnée de succès. Jusqu'au 21 août, les restes de la VIIe armée allemande de la poche de Falaise se sont rendus, annonçant que la Bataille de Normandie s'achevait. Les forces allemandes envoyées en Normandie depuis le Jour J avaient été pratiquement anéanties. À la fin de l’opération Tractable, la 12e Panzerdivision SS, le principal adversaire des Canadiens, avait perdu 80 % de ses blindés, 70 % de son personnel et 60 % de son artillerie, la réduisant à une fraction de sa force initiale.
Peu de temps après, la 2e Division s'installe à la Forêt de la Londe, le long de la vallée de la Seine. Du 27 au 29 août, les 4e et 6e brigades ont été engagées dans de violents combats contre l'arrière-garde des forces allemandes qui cherche à se retirer par la Seine.

## Les ports de la Manche et de l'Escaut

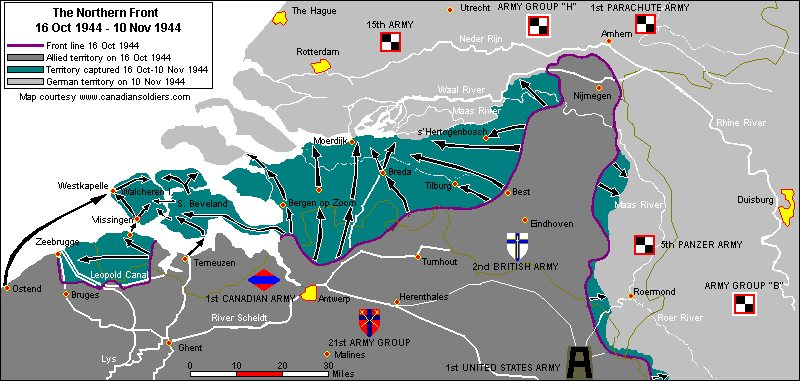
Mouvements canadiens lors de la bataille de l'Escaut

Tout au long de septembre et octobre 1944, la Première Armée canadienne s'est déplacée le long des côtes de France dans le but de sécuriser les ports de la Manche (en). Le 1er septembre, pendant que la 3e Division avance vers Boulogne et Calais, la 2e Division entre à Dieppe et ne rencontre pratiquement aucune résistance. La 2e Division a reçu un accueil délirant de la population française, du fait des souvenirs du débarquement de 1942,.
Cinq jours plus tard, ils ont été chargés par Montgomery et Crerar de reprendre Dunkerque. Les violents combats à sa périphérie immobilisent la division pendant plusieurs jours. Du 7 au 8 septembre, la 5e Brigade a sécurisé Bourbourg, au sud-ouest. Le 9 septembre, elle a réussi à capturer le port. Le périmètre de Dunkerque a été remis aux Britanniques le 15 septembre et la 2e Division part en direction d'Anvers.
La Brigade blanche belge et les éléments de la 3e division d'infanterie britannique étaient entrés à Anvers le 6 septembre, prenant la ville et les quais. Cependant, les ponts voisins du Canal Albert n'ont pas été capturés, laissant aux Allemands le contrôle de l'estuaire de l'Escaut. À défaut de faire une poussée immédiate sur l'estuaire, la prise du port, stratégiquement vital, resterait inutile tant que la périphérie de l'Escaut n'aura pas été sécurisé. La puissante XVe armée allemande, qui s'était retirée de Pas-de-Calais, a été en mesure de consolider leurs positions sur les îles du Zuid-Beveland (Beveland du Sud) et de Walcheren, ainsi que le Canal Albert positionné directement au nord-ouest d'Anvers, et a été renforcée par des éléments de la 1re armée de parachutistes du général Kurt Student.
Durant les premières phases de la bataille, la 2e Division d’infanterie canadienne a cherché à forcer le passage du canal Albert. Le 2 octobre, l'ensemble de la Première Armée canadienne, sous le commandement temporaire du général Simonds, se déplace à la rencontre des défenses allemandes. Deux jours plus tard, la 2e Division avait sécurisé le canal, et se déplaçait au nord-ouest vers le Beveland du Sud et l'île de Walcheren. Vendredi le 13 octobre, plus tard connu comme étant le « Vendredi noir », le Black Watch de la 5e Brigade a attaqué des positions près de la côte, perdant ses quatre commandants de compagnie et plus de 200 hommes. Trois jours plus tard, le Calgary Highlanders a mené une offensive qui réussit, capturant l'objectif initial de Woensdrecht. Simultanément, la 3e Division d'infanterie canadienne et la 4e Division blindée canadienne ont capturé Bergen, coupant ainsi l'arrivée de renforts allemands par le Beveland du Sud et Walcheren.

## Batailles pour le Rhin (novembre 1944 - mars 1945)
En novembre 1944, la Première armée canadienne était entrée dans le saillant de Nimègue, qui devait être utilisé pour le développement des offensives à venir. Le commandement de la 2e Division a été transféré sous les ordres du major-général A.B. Matthews, et Foulkes fut nommé commandant du 1er Corps canadien. La Première armée canadienne n'a pas lancé d'opérations offensives importantes entre novembre 1944 et janvier 1945, le plus long congé dont les canadiens ont bénéficié depuis le débarquement sur les plages de la Normandie en juin.
L’opération Veritable a été conçue pour faire avancer le 21e Groupe d’armées britannique sur la rive ouest du Rhin, le dernier obstacle naturel avant d'entrer en Allemagne. Initialement prévu pour décembre 1944, l'opération a été retardée jusqu'en février à cause de l'offensive l'allemande pendant la bataille des Ardennes. Des plans ont été élaborés pour enfoncer trois lignes de défense successives: les avant-postes, une formidable section de la Ligne Siegfried qui traverse la forêt de Hochwald et enfin les positions arrière de Hochwald couvrant l'approche de l'objectif final de Xanten. La première phase a débuté le 8 février 1945, avec l'avance de la 2e Division après l'un des plus grands barrages d'artillerie du front occidental. Les Allemands avaient préparé des d'importantes défenses en profondeur, tant au sein de l'avant-poste que de la Ligne Siegfried, et pour ajouter aux difficultés des Canadiens, une pluie incessante et un temps froid obscurcissent le champ de bataille. Toutefois, à la fin de la première journée, la 2e Division avaient réussi à atteindre leurs objectifs: les villes fortifiées de Wyler (de) et Den Heuvel. Le 11 février, la division s'est déplacée au sud-est afin d'aider le 30e Corps britannique dans leur assaut sur Moyland Wood.
La deuxième phase du plan opérationnel donne pour mission à la 2e et 3e Division de prendre la forêt de Hochwald. À la suite de sa capture, la 4e Division blindée canadienne allait attaquer par la trouée de Hochwald en direction de Wesel, suivie par la 2e Division qui se dirigera vers Xanten. L’opération Blockbuster a été prévue pour le 27 février, mais en dépit de gains initiaux, la résistance opiniâtre allemande prolonge la bataille pendant six jours,. Ce n'est que le 3 mars, que la forêt fut sécurisée, lors de combats rapprochés intenses dans laquelle le major Frederick Albert Tilston de l'Essex Scottish Regiment fut honoré d'une Croix de Victoria
La phase finale de l'opération Blockbuster a été l'attaque contre Xanten, qui a duré du 8 au 10 mars. Cet assaut relevait, en premier lieu, à la 2e Division et la 2e Brigade blindée canadienne, et la 43e Division d’infanterie britannique du Wessex qui a été affectée temporairement au 2e Corps canadien de Simonds pour l'assaut. Malgré le barrage d'artillerie élaboré avant l'attaque, la bataille dégénéra en une guerre d'usure face à la forte résistance allemande. À cause de l'impossibilité d'avoir recours à un appui aérien efficace du fait du brouillard et des difficultés de mouvement causées par les barrages de mortier allemand, les Anglo-Canadiens ont subi de lourdes pertes. Toutefois, le 10 mars, la liaison des éléments de la 5e Brigade et de la 52e division d’infanterie LowLand porta l'offensive à son terme. Le total des pertes canadiennes pendant les opérations Veritable et Blockbuster furent de 5 304 tués ou blessés.

## Au nord du Rhin (mars–mai 1945)

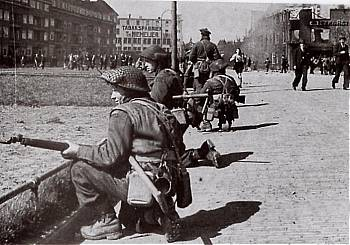
Les troupes canadiennes à Groningue

À la suite des lourdes pertes subies par les forces canadiennes pour se frayer un chemin vers le Rhin, la 2e Division était au repos au moment des opérations massives de la traversée du Rhin qui a eu lieu le 23 mars 1945, permettant à la division de traverser relativement facilement le canal une semaine plus tard. Après un bref détour par le territoire allemand, la Première Armée canadienne, désormais unifiée au 1er Corps canadien après son arrivée de l'Italie, se prépare à donner l'assaut des positions allemandes aux Pays-Bas. La 2e Division se déplace vers le nord en direction de Groningue. Pendant les neuf jours précédant l'attaque, la résistance allemande était légère et non coordonnée, mais lors de l'offensive, l'opposition s'accentue, ce qui entraîne de lourdes pertes parmi les bataillons de la 5e Brigade. Le 13 avril, la division a été déplacée vers l'est pour garder les flancs d'un assaut britannique sur Brême. Le jour suivant, le 1er Corps d'armée canadien participe à la libération d'Arnhem. Le 2 mai, la 2e Division a pris Oldenbourg, consolidant la position du Canada dans tous les Pays-Bas. Les forces allemandes et canadiennes ont déclaré un cessez-le-feu le 5 mai, et tous les combats ont pris fin avec la fin de la Seconde Guerre mondiale en Europe le 7 mai 1945. En octobre 1945, après quatre mois aux Pays-Bas, l'ordonnance générale 52/46 dissout officiellement le quartier général de la 2e Division d'infanterie canadienne. En décembre, l'intégralité de la division avait été dissoute et renvoyée au Canada.

## Sources
- (en) Cet article est partiellement ou en totalité issu de l’article de Wikipédia en anglais intitulé « 2nd Canadian Infantry Division » (voir la liste des auteurs).